# 레이저 (시리즈)
레이저(RAZR)는 모토로라 모빌리티가 출시하는 스마트폰 시리즈이다.

## 의미
레이저라는 브랜드는 한때 명성을 날렸던 모토로라의 제품중 하나이다. 모토로라는 최고라는 마크를 단 2가지가 있는데 스타텍과 레이저이다. 레이저는 당시 폴더폰들이 두꺼웠던 점을 노려 굉장히 얇게 만들었고 그것은 엄청난 1억대 이상 판매량을 기록한 성공을 이루어낸 모델이었다. 모토로라는 재정난으로 인해 전문산업쪽과 (모토로라 솔루션스, 무전기등) 휴대전화 사업부로 (모토로라 모빌리티 ,스마트폰, 태블릿 등)으로 분리되었지만 모빌리티는 심각한 재정난및 기업의 더 많은 발전을 위해 구글에게 인수되었고 부활의 의미로 레이저라는 명칭을 사용하기로 결정하였다. 레이저는 면도칼의 레이저랑 비슷한 의미로 극도의 얇음을 뜻한다.

## 출시 기종

### 폴더

#### 모토로라
- 모토로라 레이저 (폴더) - 제품코드 MS500 으로, 레이저시리즈의 시초이다.

### 안드로이드

#### 모토로라 모빌리티
- 레이저 - 모토로라 모빌리티 첫 4G LTE 스마트폰
- 레이저 맥스
- 레이저 V
- 레이저 HD
- 레이저 맥스 HD
- 레이저 M
- 레이저 i - 모토로라 모빌리티 첫 인텔코어 스마트폰